# NGC 6971
NGC 6971 este o galaxie situată în constelația Delfinul. A fost descoperită în 15 august 1863 de către Albert Marth. Se află la o distanță de 77,24 de megaparseci de Pământ.